# Linguaglossa

Ubicació de Linguaglossa dins la província

Linguaglossa (sicilià Linguarossa) és un municipi italià, dins de la ciutat metropolitana de Catània. L'any 2007 tenia 5,472 habitants. Limita amb els municipis de Calatabiano, Castiglione di Sicilia, Piedimonte Etneo i Sant'Alfio.

## Administració
| Període | Identitat                | Partit        |
| ------- | ------------------------ | ------------- |
| 2007-   | Rosa Maria Alfia Vecchio | Llista cívica |

## Personatges il·lustres
- Santo Calì (1918-1972), poeta sicilià.